# Strijd tegen de Aquitaniërs

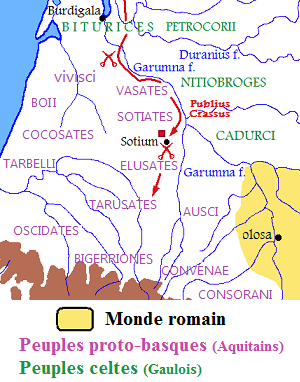
Crassus' expeditie tegen de Aquitaniërs.

De Strijd tegen de Aquitaniërs was een aaneenschakeling van veldslagen tijdens de Gallische Oorlog. De slagen werden gevochten tussen de Romeinen, onder leiding van Publius Licinius Crassus, en de Aquitani, die gesteund werden door enkele Celtiberische stammen.

## Achtergrond
Omdat de Aquitaniërs hadden besloten om de Veneti te steunen in hun strijd tegen Julius Caesar, werd Publius Licinius Crassus naar hun gebied gestuurd om hen te verslaan. Ongeveer op hetzelfde moment dat de Veneti werden verslagen, kwam Crassus aan in Aquitanië. Hier was er een paar jaar geleden een zware nederlaag geleden had en er ook eens een legertros verloren was gegaan. Daardoor besefte Crassus dat hij zeer zorgvuldig te werk moest gaan. Hij zorgde daarom eerst voor een goede voedselvoorziening voor zijn leger. Hierna liet hij hulptroepen en cavalerie aanvoeren om hem bij te staan. Bovendien liet hij uit Toulouse en Narbonne oudgedienden oproepen. Hierna leidde hij zijn leger het gebied van de Sotiates binnen. 

## Strijd tegen de Sotiates
Zodra de Sotiates van Crassus' aankomst hoorden, stuurden ze hun cavalerie, hun sterkste punt op het gebied van oorlogsvoering, vooruit om het oprukkende leger aan te vallen. Ze vielen eerst de vijandelijke cavalerie aan. De Romeinse cavalerie won dit ruitergevecht echter en achtervolgden de verslagen Galliërs. Op dit moment kwam de Gallische infanterie echter op de proppen. Zij hadden in een dal in een hinderlaag gelegen en vielen de achtervolgende Romeinen aan. De Sotiates vochten lang, ze voelden zich immers zeker door hun vroegere overwinningen tegen de Romeinen, en ze dachten dat het voortbestaan van Aquitanië afhing van hun moed, maar uiteindelijk sloegen zij uitgeput en zwaar gehavend op de vlucht. Hierna begon Crassus de stad van de Sotiates te belegeren. Hij liet schutdaken en torens bouwen. De Galliërs deden uitvallen vanuit hun fort en legden ondergrondse gangen aan, zij waren hier namelijk experts in aangezien ze veel kopermijnen en steengroeven hadden. Maar toen ze beseften dat het allemaal niets uithaalde, stuurden ze gezanten om over hun overgave te onderhandelen. Tijdens deze onderhandelingen deed Adiatuanus met zijn 600 beste soldaten een uitval uit de stad. Ze vielen de belegeringswerken aan, maar de Romeinen konden hen terugdrijven in de stad. Hierna gaf de gehele stad zich over.

## Strijd tegen de Vocates en Tarusates
Nadat hij het gebied van de Sotiates had ingenomen, trok Crassus op naar het gebied van de Vocates en Tarusates. Deze waren ontzet omdat ze hadden gehoord dat de stad in enkele dagen was ingenomen. Ze stuurden gezanten naar de stammen naar Noord-Spanje om hulptroepen te halen. Nadat zij aangekomen waren, beschikten ze over een groot aantal soldaten en kon de oorlog beginnen. Crassus besefte dat hij zijn kleine leger niet zou kunnen opsplitsen, terwijl de Galliërs uitzwermden over de wegen, plaatsen bezetten, de Romeinse bevoorrading te blokkeren en ze hielden hun kamp goed verdedigd. Het aantal barbaren steeg elke dag. Hij stelde zich de volgende dag op voor de strijd. Bij dageraad liet hij al zijn troepen uitrukken en stelde ze in tweevoudige slaglinie op, met de hulptroepen in het midden. De Galliërs wilden echter nog niet vechten, ze dachten dat ze de overwinning ook konden behalen door de Romeinse bevoorrading te blijven blokkeren. Als de Romeinen zich dan zouden terugtrekken, zouden ze hun marscolonne kunnen aanvallen. Toen de Galliërs dus niet kwamen opdagen, werden de Romeinse soldaten nog strijdlustiger, ze dachten dat hun vijanden bang waren. Crassus marcheerde daarom met zijn troepen op naar het kamp van de vijanden. Hier gooiden ze de grachten dicht en wierpen ze speren om de verdedigers van hun wal te verdrijven. De verdedigers boden echter dapper weerwerk, ze gooiden ook projectielen naar de Romeinen en deze waren ook effectief. In deze situatie kwamen de Romeinse ruiters aan, die rond het kamp waren gereden. Ze hadden ontdekt dat het kamp aan de kant van de hoofdpoort niet zo goed versterkt was en daar makkelijk een doorbraak zouden kunnen forceren. Hierop liet hij de cohorten die in het Romeinse kamp waren gebleven deze poort aanvallen. Zij waren in het kamp voor de Galliërs voor die wisten wat er gebeurde. Zij waren nu van alle kanten omsingeld en hun toestand was hopeloos geworden. Ze braken door de verschansing heen en zochten hun heil in de vlucht. Maar de cavalerie ging hen achterna.

## Nasleep
Er bleef amper een kwart van de Gallische strijdkrachten over. Toen het nieuws over dit gevecht bekend werd, gaf bijna geheel Aquitanië zich over. Slechts een paar stammen deden dit niet. Ze wisten dat de Romeinen hen niet zouden aanvallen, want de winter stond voor de deur.